# Toxorhina lyrata
Toxorhina lyrata är en tvåvingeart som beskrevs av Alexander 1972. Toxorhina lyrata ingår i släktet Toxorhina och familjen småharkrankar.
Artens utbredningsområde är Nigeria. Inga underarter finns listade i Catalogue of Life.